# Havnestad
Havnestad (også kaldet det nye Islands Brygge) er et boligområde på Islands Brygge i København. De fleste af bygningerne i området er opført i 2000-2008 på Sojakagefabrikkens tidligere grund syd for det gamle Islands Brygge. PLH Arkitekter og Tage Lyneborg har været arkitekter for helhedsplanen, og JM Danmark, Sjælsø Gruppen og NCC har stået for opførelsen af de forskellige bygninger. 
Da byggeriet af Havnestad skulle begynde, ville man undgå den samme fejl, som var begået på Kalvebod Brygge, hvor stort set alle bygninger er erhverv, hvorfor der ikke er ret meget liv om aftenen. Kommunen bestemte derfor, at minimum 50 %  af etagekvadratmeterne skulle være bolig. Da markedet for boliger på tidspunktet for byggeriet var meget gunstigt, viste dette sig uproblematisk, og omkring 85 % af etagekvadratmeterne er nu bolig. 
Området er en bydel, der administreres af Grundejerforeningen Havnestad. Gaderne (og den sydlige del af havneparken) i bydelen administreres af GF Havnestad, der bl.a. har store udgifter til oprydning i sommerperioden, hvor havneparken er et populært sted at opholde sig, hvilket genererer en stor mængde affald, som således skal fjernes for grundejernes regning.